# Курт фон дем Борне
Курт фон дем Борне (нім. Kurt von dem Borne; 24 листопада 1885, Бромберг — 31 січня 1946) — німецький військово-морський діяч, віцеадмірал. Кавалер Німецького хреста в сріблі.

## Біографія
6 квітня 1904 року поступив кадетом на службу у ВМФ, до 31 березня 1910 року проходив навчання на різноманітних кораблях.
Учасник Першої світової війни, відзначений численними нагородами. 9 вересня 1920 року вийшов у відставку.
З 1 березня 1925 до 30 вересня 1933 року — цивільний спеціаліст при командуванні ВМФ.
З 1 жовтня 1933 до 10 січня 1936 року — офіцер в економічному відділенні командування ВМФ.
З 1 квітня 1936 до 20 листопада 1939 року — начальник економічного відділу при ОКМ.
До 31 липня 1944 року перебував на різноманітних штабних посадах при ОКМ, з 1 серпня 1944 року — в резерві головнокомандувача ВМФ.
З 30 вересня 1944 року — у відставці.
16 жовтня 1945 року Борне був заарештований співробітниками СМЕРШу і 27 грудня 1945 року засуджений військовим трибуналом Берлінського гарнізону до смертної кари, 31 січня 1946 року розстріляний.

## Сім'я
9 червня 1917 року одружився з Рут фон Левінскі (нар. 1896, Мец) в Гамбурзі. У подружжя народились 3 дітей.
Старший син став офіцером-підводником.

## Звання
- Морський кадет (6 квітня 1904)
- Фенріх-цур-зеє (11 квітня 1905)
- Лейтенант-цур-зее (28 вересня 1907)
- Оберлейтенант-цур-зее (27 березня 1909)
- Капітан-лейтенант (17 червня 1915)
- Фрегаттен-капітан (1 жовтня 1933)
- Капітан-цур-зее (1 квітня 1936)
- Контрадмірал (1 липня 1940)
- Віцеадмірал (1 вересня 1942)

## Нагороди
- Золота медаль «Ліякат» (Османська імперія; 11 лютого 1905)
- Залізний хрест
  - 2-го класу (8 грудня 1914)
  - 1-го класу (28 червня 1916)
- Орден «За військові заслуги» (Баварія) 4-го класу з мечами (23 серпня 1916)
- Військовий Хрест Фрідріха-Августа (Ольденбург) 2-го класу (3 вересня 1916)
- Орден Святого Йоанна (Бранденбург), почесний лицар (21 липня 1917)
- Почесний хрест ветерана війни з мечами (23 жовтня 1934)
- Медаль «За вислугу років у Вермахті» 4-го, 3-го, 2-го і 1-го класу (25 років; 2 жовтня 1936) — отримав 4 нагороди одночасно.
- Медаль «У пам'ять 1 жовтня 1938» із застібкою «Празький град» (15 липня 1939)
- Хрест Воєнних заслуг
  - 2-го класу з мечами (30 січня 1941)
  - 1-го класу з мечами (1 вересня 1941)
- Орден «За військові заслуги» (Болгарія) 2-го ступеня з військовою відзнакою (9 січня 1943)
- Німецький хрест в сріблі (31 липня 1944)